# أليخاندرو تريجو
أليخاندرو تريجو (بالإسبانية: Alejandro Trejo) هو ممثل تشيلي، ولد في 8 أغسطس 1954 في سانتياغو في تشيلي.

## وصلات خارجية
- أليخاندرو تريجو على موقع IMDb (الإنجليزية)
- أليخاندرو تريجو على موقع ألو سيني (الفرنسية)
- أليخاندرو تريجو على موقع أول موفي (الإنجليزية)
- أليخاندرو تريجو على موقع قاعدة بيانات الأفلام السويدية (السويدية)
- أليخاندرو تريجو على موقع قاعدة بيانات الفيلم (الإنجليزية)
- أليخاندرو تريجو على موقع كينوبويسك (الروسية)